# Objet d'art

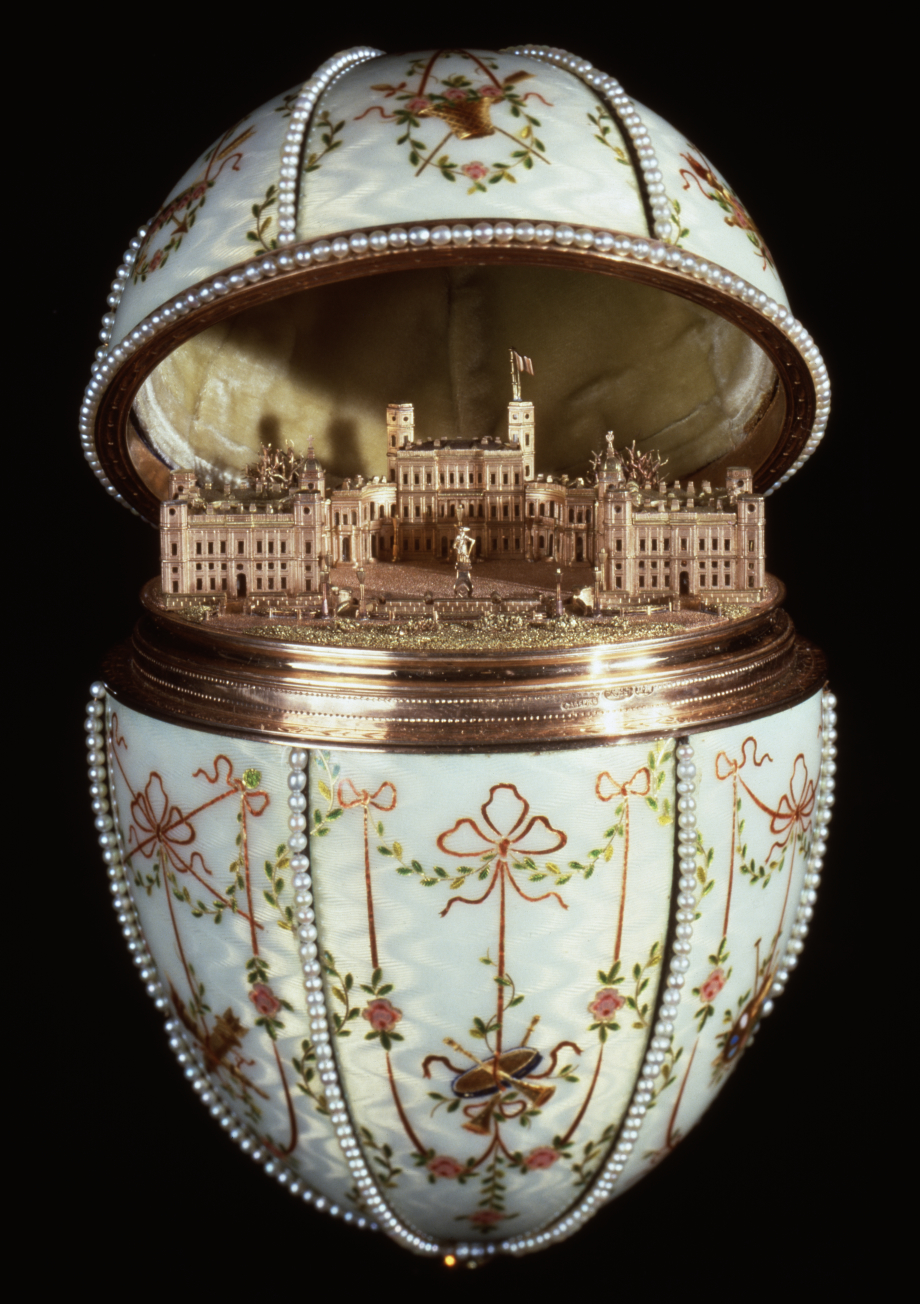
Huevo del Palacio de Gatchina que revela una réplica en miniatura del Palacio de Gatchina

Objet d'art (pronunciación en francés: /ɔb.ʒɛ d‿aʁ/ ; plural objets d'art) significa literalmente "objeto de arte" (u obra de arte) en francés, pero en la práctica, el término se ha reservado durante mucho tiempo en inglés para describir obras de arte que no son pinturas, esculturas grandes o medianas, grabados o dibujos. Abarca, por tanto, una amplia gama de obras, generalmente de pequeño tamaño y tridimensionales, de gran calidad y acabado en el ámbito de las artes decorativas, como artículos de orfebrería, con o sin esmalte, pequeñas tallas, estatuillas y plaquetas en cualquier material, incluido el grabado. gemas, tallas de piedra dura, tallas de marfil y artículos similares, porcelana y vidrio no utilitarios, y una amplia gama de objetos que también se clasificarían como antigüedades (o incluso antigüedades), como pequeños relojes, cajas de oro y, a veces, textiles., especialmente tapices. Se pueden incluir libros con encuadernaciones finas.

## Término
El término es algo flexible y se usa a menudo como un término amplio para "todo lo demás" después de que se han tratado las principales categorías. Así, el Museo Marítimo Nacional de Greenwich, Londres, describe su colección de la siguiente manera: "La colección de objetos de arte del Museo Marítimo Nacional comprende más de 800 objetos. Estos son en su mayoría pequeños artículos de arte decorativo que quedan fuera del alcance de las colecciones de cerámica, platos, textiles y vidrio del Museo". Los artículos ilustrados en su sitio web (todos con asociaciones marítimas) incluyen lazos metálicos para cortinas, una "bandeja de papel maché lacado", tapices, cajitas para tabaco, rapé, cosméticos y otros fines, cuadros de papel recortado (découpage), pequeños artículos de plata, pinturas en miniatura, un "remate de reloj de latón dorado", placas de cerámica, estatuillas, cajas de cigarrillos, plaquetas, una bandeja pintada, un caballo de latón, un "tamper de tubería" de metal, una pequeña pintura de vidrio, un ventilador, un mango placa de muebles y varios otros artículos.

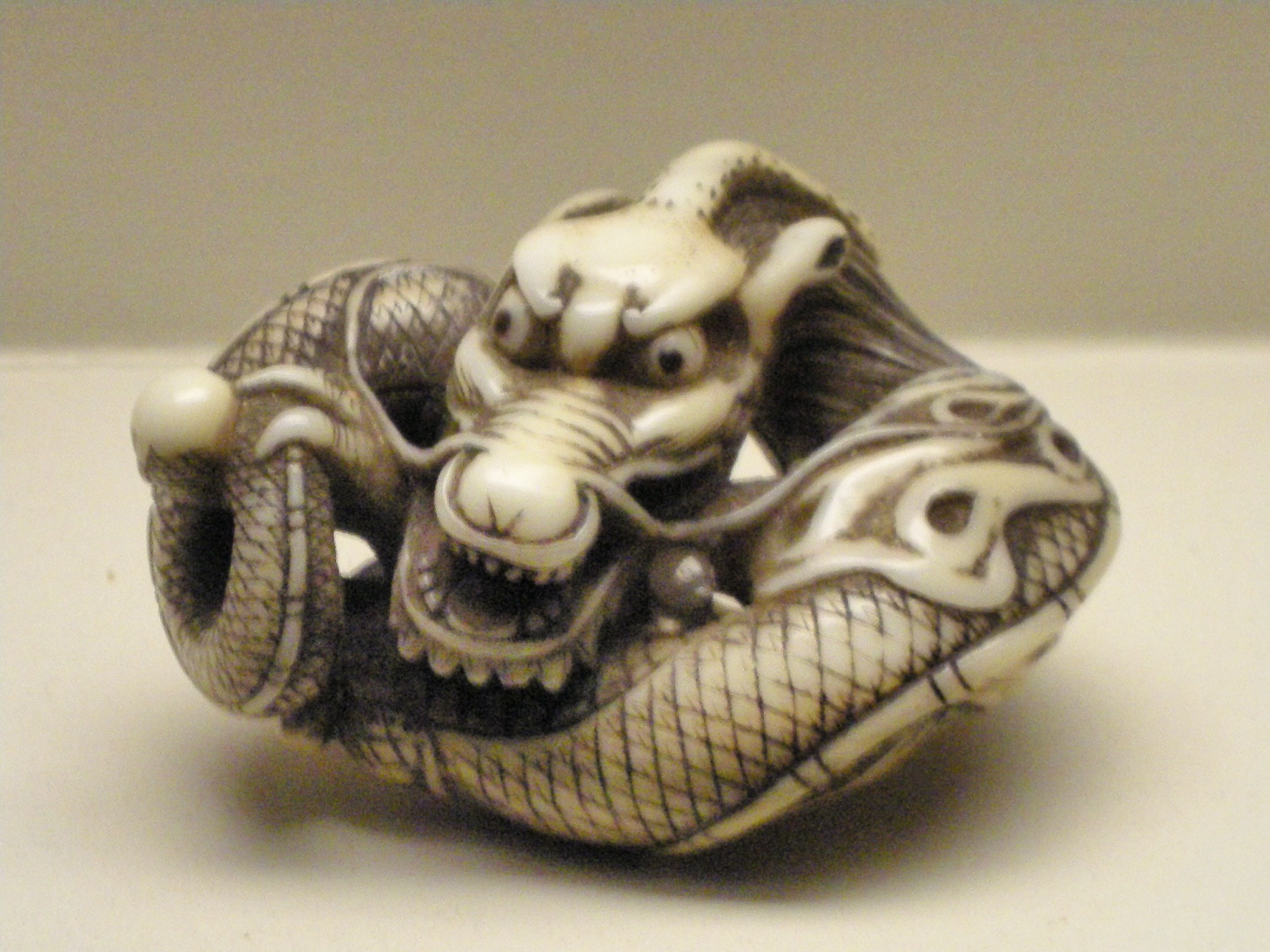
Netsuke japonés de marfil, o, con tinta negra; un tipo de objeto que a menudo se clasifica entre objetos de arte

El término se usa con el mismo significado en francés, pero en ese idioma, a veces puede ser sinónimo de "obra de arte" y ha conservado más respetabilidad en el mundo de la historia del arte y los museos que en inglés, donde en las últimas décadas, a menudo se evita (aún más en arqueología ), pero sigue en uso en el mundo del coleccionismo y los mercados de arte y antigüedades. En inglés, puede estar en cursiva como una palabra extranjera o no; cualquiera de los dos puede considerarse correcto. A veces se ven formas incorrectas como "objet-d'art" y "object(s) d'art", y el término no debe escribirse con mayúscula en la prosa corriente.

## Objet de vertu
Podría decirse que una variante más preciosa es objet de vertu (generalmente en cursiva), en la que vertu pretende sugerir materiales ricos y un estándar más alto de fabricación y acabado refinados, y normalmente excluiría objetos con una función práctica, restringiéndose a "piezas de colección". que son puramente decorativas. Los objetos de vertu reflejan la estética enrarecida y el consumo conspicuo característico del arte de la corte, ya sea de los duques de Borgoña de finales de la Edad Media, los emperadores mogoles o Ming y más tarde la China imperial. También se podrían aducir ejemplos de la Antigüedad, mientras que la producción anterior a la Primera Guerra Mundial de Peter Carl Fabergé, personificada por los famosos huevos de Fabergé, hechos al estilo de los auténticos huevos de Pascua, pero utilizando metales preciosos y piedras preciosas en lugar de más materiales mundanos, son ejemplos tardíos de objets de vertu.
En los catálogos de ventas franceses de los siglos XVIII y XIX aparece un término similar, aunque menos usado, es objets de curiosité, "objetos de curiosidad", ahora convertido en curiosidades menos valoradas. Elaboradas piezas de exhibición de finales del Renacimiento en plata que incorporan elementos orgánicos como huevos de avestruz, nueces de coco de mer y conchas marinas se agrupan en un volumen, publicado en 1991, como "Las curiosidades" en los catálogos del legado de Waddesdon en el Museo Británico.

## Imágenes

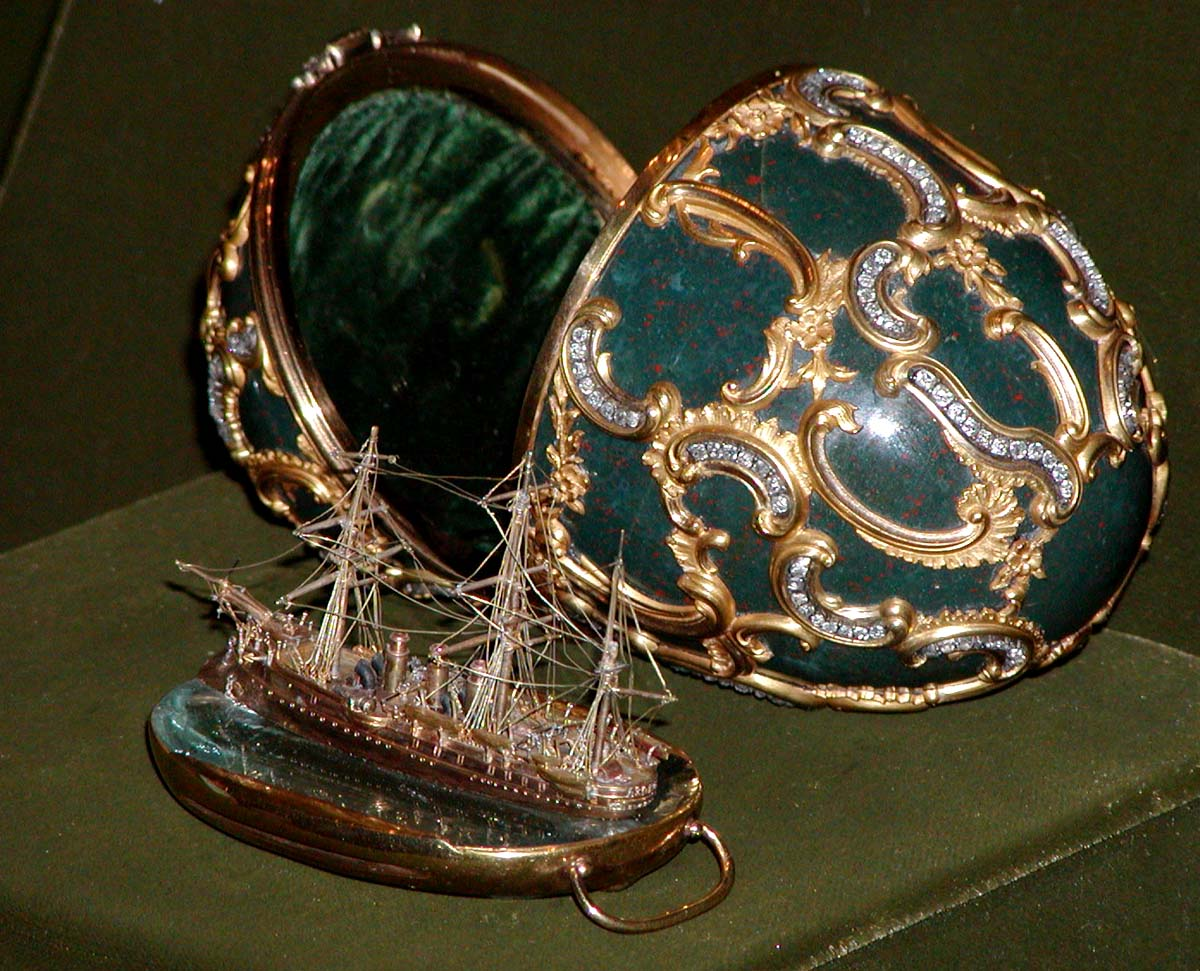
Objeto de vertu por excelencia, el "Huevo memoria del Azov" de Fabergé (1891), contiene una maqueta de barco labrada en oro.
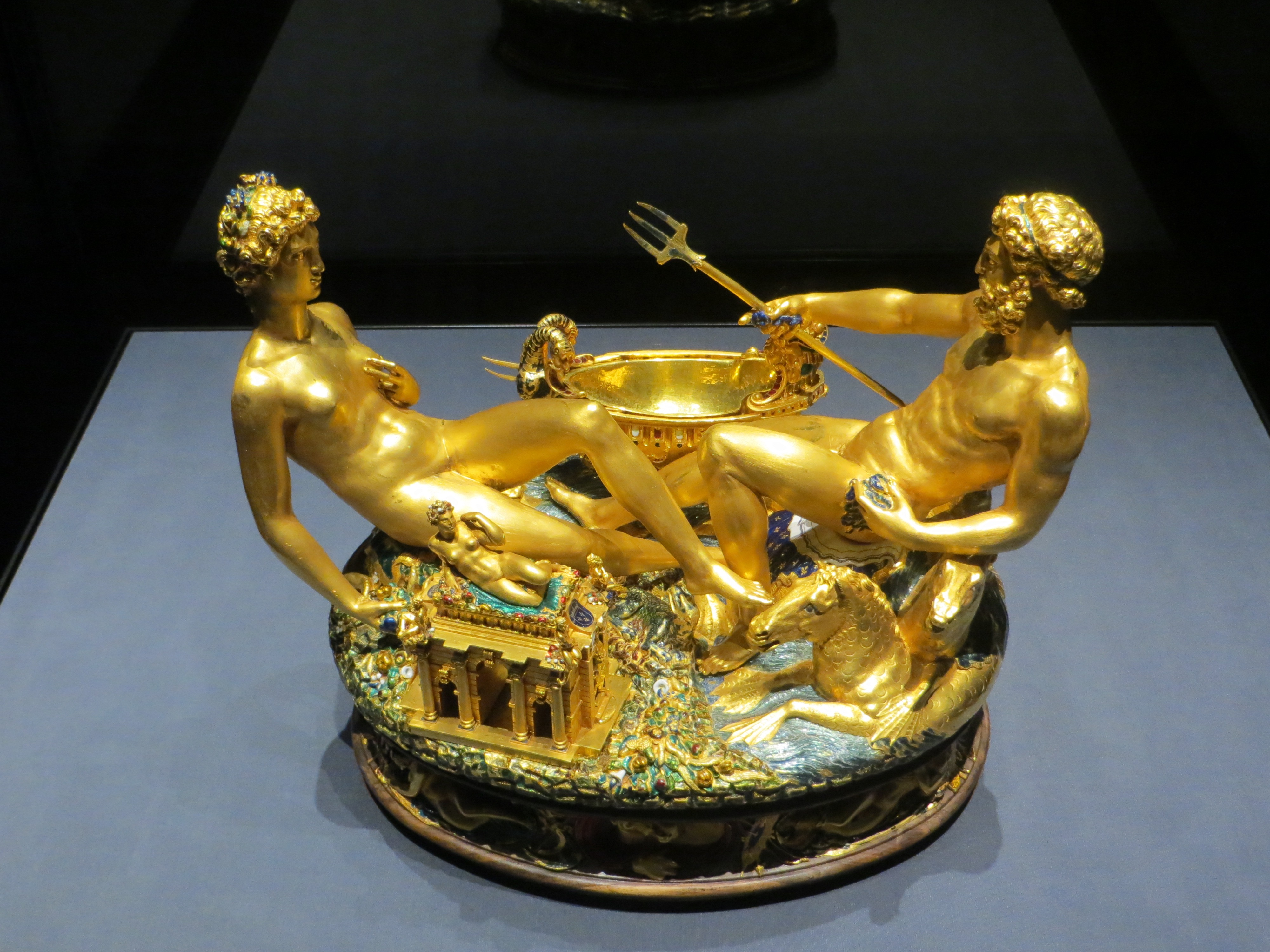
En el "salero de Francisco I de Francia" de Benvenuto Cellini, la invención extravagante y la riqueza de los materiales superan cualquier uso práctico.
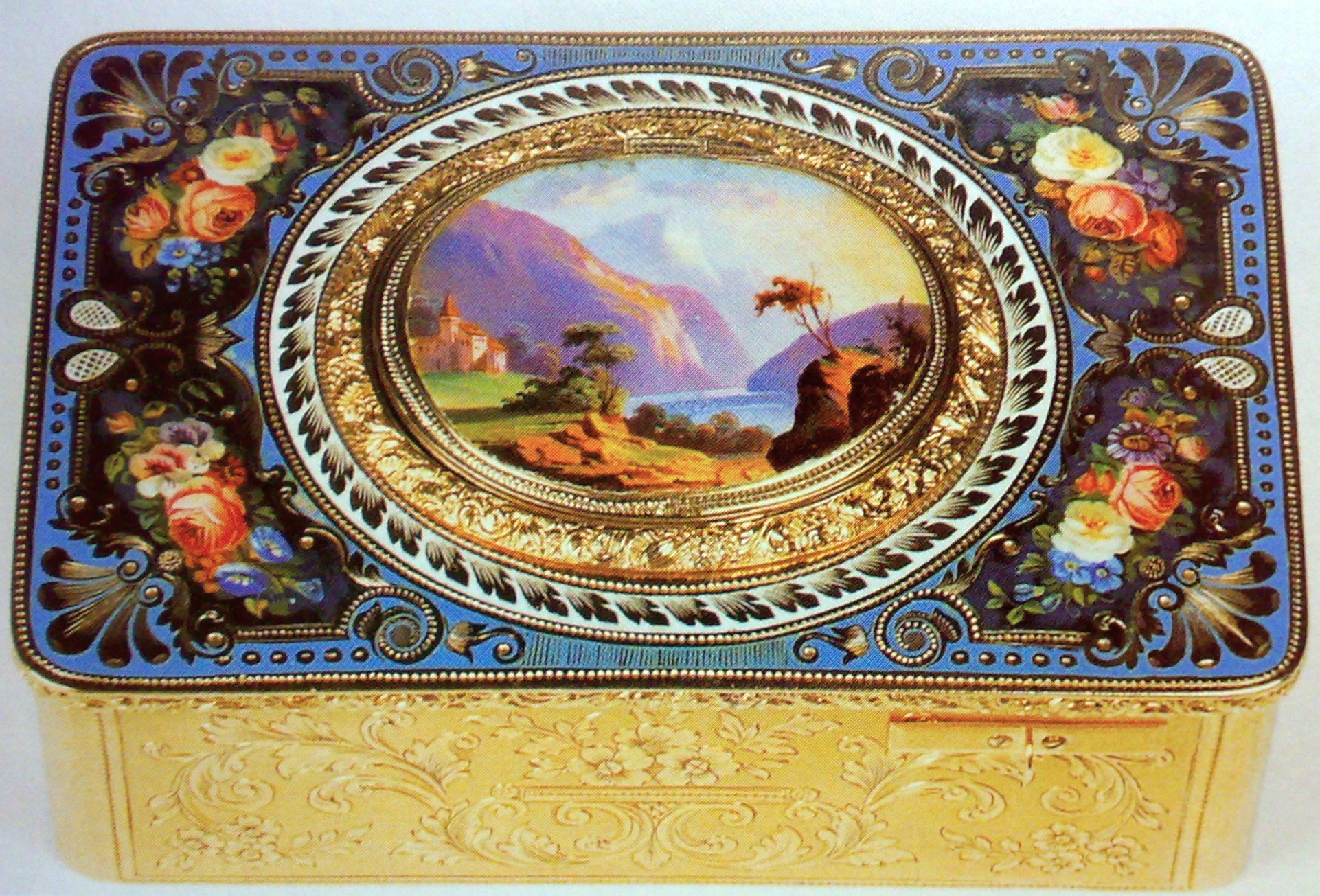
Una caja de pájaro cantor suizo con una escena bucólica de un lago en la tapa, c. 1825, otro ejemplo de un objet de vertu